# ザリチネ (クラマトルシク地区)
ザリチネ（ウクライナ語: Зарічне、1941年まではПопівка、1941年-1965年: Кірове、1965年-2016年: Кіровськ）は、ウクライナ東部ドネツィク州のクラマトルシク地区、リマン市フロマーダの都市型集落である。

## 地理
ドネツィクから115キロメートル離れたゼレベツ川河岸に位置する

## 歴史
集落はTitarivkaとZaboryanivkaという2つの農園が統合されて発生した。最初の集落はキーウ州とポルタバ州からやって来た人々によって、次にヤムピリからの移住者によって基礎が築かれた。
1805年、聖ヘオルヒー教会が建設された。
1864年のデータによるとハリコフ県のイジューム郡にあるポピウカ (Попівка, Popivka)・スロボダには、546農場に2,763人が居住しており（男性1444人、女性1319人）、正教会が1つ、バザール、2つのフェアがあった。
1885年には旧スロボダのポピウスカ (Popivska)・ヴォロスチの中心には、520農場に3,349人居住しており、正教会が1つ、学校が1校、郵便局、宿屋が2軒、店が12軒、毎週日曜のバザール、年2回のフェアがあった。
1897年の国勢調査によると、人口は4,679人（男性2,271人、女性2,408）へ増加し、4,679人が正教徒だった。

## 著名人
- ウラディスラフ・ペトロヴィチ・ブゼスクル（ウクライナ語版）（1858年 - 1931年）: ウクライナの古代史家、ソビエト科学アカデミー（1922年）と全ウクライナ科学アカデミー（ウクライナ語版）（1925年）の学者。